# Onthophagus pseudofuscus
Onthophagus pseudofuscus är en skalbaggsart som beskrevs av Mario Zunino och Halffter 1988. Onthophagus pseudofuscus ingår i släktet Onthophagus och familjen bladhorningar. Inga underarter finns listade i Catalogue of Life.